# Kristián Kolčák
Kristián Kolčák (ur. 30 stycznia 1990 w Bratysławie) – słowacki piłkarz występujący na pozycji obrońcy w klubie Szombathelyi Haladás. Wychowanek Slovanu Bratysława, w swojej karierze reprezentował także barwy MFK Dubnica, Podbeskidzia Bielsko-Biała, MFK Ružomberok, Gyirmót FC i FK Aktöbe. Były reprezentant Słowacji do lat 21.

## Sukcesy

### Slovan Bratysława
- Mistrzostwo Słowacji: 2008/09, 2010/11, 2012/13, 2013/14
- Puchar Słowacji: 2009/10, 2010/11, 2012/13